# Atintani
Za antično grško pleme s podobnim imenom glej Atintanijani.
Atintani (grško: Ατιντάνι [Atintáni]), ilirsko pleme, ki je bilo naseljeno severno od Vie Egnatie. Apijan (95-165) omenja, da so živeli v okolici Epidamna v sedanji Albaniji). Med ilirskimi vojnami so prešli na rimsko stran, čeprav jih je ardijejski vladar Demetrij Hvarski, tako pravi Apijan, poskušal odvrniti od tega. 
Poreklo Atintanov je zavito v meglo. Možno je, da so izhajali iz tračanskih Tintenov, o čemer priča nekaj kovancev. Atintanom je vladala tračanska dinastija Peresadijev.